# Turó de l'Àguila (Sant Esteve Sesrovires)
|  | Aquest article tracta sobre Turó de l'Àguila de Sant Esteve Sesrovires. Vegeu-ne altres significats a «Turó de l'Àguila». |

El Turó de l'Àguila és una muntanya de 158 metres que es troba al municipi de Sant Esteve Sesrovires, a la comarca del Baix Llobregat.